# 吕蒙
呂蒙（178年—220年），字子明，汝南富陂（今安徽阜南東南）人，東漢末年孫權麾下的名將。由於為虎威將軍，故亦稱呂虎威。呂蒙出身貧苦，年少時未曾受過教育，便從軍打仗。其姊夫鄧當是孫策親信，呂蒙後來受到孫策的賞識、孫權的提拔。呂蒙一方面靠著自身武勇屢建戰功，另一方面在壯年時與另外一位江東十二虎臣之一的蔣欽受到主公孫權勸學，篤學不倦，枕籍經史，發奮圖強，遍讀群書（孫子、六韜、左傳、三史等書），逐漸蛻變成長為一位擁有出色戰略眼光，且頗有國士之風的智勇兼備的將才。魯肅病逝後接掌前線軍務並擔任孫吳勢力的軍督，後世現今已將周瑜、魯肅、呂蒙、陆逊合稱為四大都督。其功績是多次成功抵擋曹操的南征，以及運用心理戰瓦解劉備勢力，白衣渡江兵不血刃解除敵人防衛，並且擊敗關羽奪取荊州領土南郡、零陵、武陵。

## 生平

### 輕果妄斷
興平二年（195年），呂蒙少年從家鄉南渡，往江南依附姊夫鄧當。鄧當是孫策部下，曾數次討伐山越。呂蒙時年十六歲，常偷偷跟隨鄧當出征討伐賊眾。鄧當發現時吃了一驚，但無論鄧當如何苛責，也阻止不了呂蒙。鄧當將此事告訴呂蒙母親，蒙母大怒，要將呂蒙處罰，呂蒙表示自己只是希望上進脫貧，才敢於冒險，蒙母被其言所感動，因而不忍處罰呂蒙。其時鄧當手下一名吏員認為呂蒙年紀幼小，因而十分輕視他，後來又出言羞辱他。呂蒙大怒，拔刀殺了這名吏員，避罪出走，潛逃到同縣的鄭長家裡。後來呂蒙往校尉袁雄處自首，袁雄代其向上級求情；孫策便召見呂蒙，對其稱奇不已，於是赦免其罪，並將呂蒙安排為左右隨從。幾年後，鄧當逝世，張昭舉薦呂蒙代領鄧當職務，於是呂蒙被拜為別部司馬。
建安五年（200年），孫策遇刺身亡，得年26歲。其弟孫權接掌大權，想要重新編排軍隊，將小部隊裁併到其他部隊之中，矛頭指向那些統兵較少、地位低微的年輕將領。呂蒙自知如果自己的部隊遭到兼併的話，自己將來更難取得成就，於是想辦法賒貸籌集物資，讓士兵穿上深紅色制服與綁腿布，並加緊操練士兵。孫權檢閱時，呂蒙兵馬「陳列赫然，兵人練習」，孫權見後，認為他治軍有方，不但沒有削減其部隊，反而為呂蒙增加兵員。

### 崭露头角
建安八年（203年），孫權討伐江夏太守黃祖，擊破黃祖水軍，但因中途獲悉丹陽、豫章、廬陵三郡的山越少數民族作亂，因此收兵班師，呂蒙亦隨軍中。到達豫章（今江西南昌 ） ，孫權命征虜將軍呂範平定鄱陽（今江西鄱陽東北），蕩寇將軍程普進擊樂安（今江西德興東北），建昌都尉太史慈撫治海昏（今江西永修東），同時，令呂蒙與別部司馬黃蓋、韓當、周泰等率兵鎮守險要，擔任山越最為活躍地區的縣令或縣長。呂蒙與諸將遵照孫權的部署，各自以武力平定了於各地起事的山越族人。呂蒙因功被任命為平北都尉，兼任廣德長。
建安十三年（208年），孫權採納將軍甘寧建議，再次發兵進攻夏口（今湖北武漢境），呂蒙隨軍出征。黃祖下令用艨艟戰艦封鎖沔口（漢水入長江口），用大繩繫著巨石為錐以固定艦隻，艦上更有千餘人用弓弩射向孫權軍，封鎖孫軍的前進路線，令孫權軍進攻受阻。孫權命偏將軍董襲、司馬凌統各率百人敢死隊，身穿重鎧，乘大船突進到艨艟艦旁，董襲揮刀砍斷大繩，黃祖軍戰艦順水飄流，孫權軍便溯流進兵。黃祖見孫權兵來，急派水軍都督陳就率兵反擊，呂蒙統率前鋒部隊，身先戰陣，親自斬殺陳就。孫軍乘勝水陸並進，包圍夏口城。孫權督軍猛攻，攻克其城。黃祖隻身逃竄，被孫權軍中的騎兵馮則所斬殺。此戰，孫權大獲全勝，一舉殲滅宿敵黃祖，佔領江夏地區。戰後論功，孫權認為戰事能取得勝利，關鍵是因為呂蒙能斬殺敵軍都督陳就，因此任命呂蒙為橫野中郎將，並賜錢千萬。

### 心思長益
建安十三年（208年），呂蒙還跟隨周瑜、程普等人在赤壁大破曹操，曹操引軍北歸，留曹仁等駐守南郡（今湖北江陵）。孫權命周瑜、程普統兵數萬，與曹仁隔江相持。時益州將領襲肅率軍投誠，周瑜上表，請孫權把襲肅所部撥給呂蒙管轄。呂蒙卻有不同的見解。他從全域考慮，認為周瑜的意見欠妥。他極力稱揚襲肅有膽識，有才能，並說襲肅向慕教化遠道前來投誠，只該增加他的兵力，而不該褫奪他的兵權。孫權覺得呂蒙說得有理，便依照他的意思，歸還了襲肅的部隊。不久，周瑜欲奪取南郡，先派甘寧襲取上游的夷陵城（今湖北宜昌），對南郡形成側背威脅。曹仁便分兵圍攻甘寧，欲奪回夷陵，甘寧被圍攻，唯有向周瑜求援。諸將擔心目前軍中兵少，如救援夷陵，則造成江陵空虛。呂蒙向周瑜舉薦以凌統暫攝主軍，防守本營，自己陪同周瑜前往解救甘寧。接著跟在周瑜身邊又獻策，勸周瑜派三百人用木柴把本來險峻的山路截斷，當敵人逃跑時，遇障難行只能棄馬逃命，我方就可獲得他們的馬匹。周瑜採納了他的建議，親率主力馳援夷陵，大破曹軍於夷陵城下，所殺過半。曹軍乘夜逃走，途經木柴堵塞的險路，無奈之下騎馬者皆棄馬步行。周瑜、呂蒙驅兵追趕截擊，獲得戰馬300匹，軍威大振。隨即回師渡江，進軍北岸，構築營壘，向江陵發起進攻。此時，孫權為策應周瑜攻勢，派兵包圍合肥（今安徽合肥）。曹仁由於孤軍無援，在近一年的交戰中屢戰失利，損失嚴重，遂被迫放棄南郡城，退往荊州（今湖北襄樊）。周瑜佔領南郡，被孫權任命為南郡太守，控制了長江中游地帶。呂蒙因功被任命為偏將軍，兼任尋陽令。

### 士別三日
建安十六年（211年），鲁肃繼承周瑜軍督之職，在到陆口去的时候，經過吕蒙所在的驻地。當時鲁肃对吕蒙还比较轻视。有人对鲁肃说：「吕将军的功名一天比一天顯著，不可以用之前眼光来看待他，您應當進去拜訪他。」於是魯肅聽從，便進去拜访吕蒙。酒过三巡，吕蒙问鲁肃：「您肩負重任，與蜀汉荊州的关羽作为邻居，您將用什么辦法来防止出乎意料的事發生？」鲁肃轻率的回答：「就隨機應變吧。」吕蒙说：「現在長江東西雙方（西邊的劉備與東邊的孫權），雖然表面上好像很和睦，像一家人一樣，但實際上關羽是像熊虎一样有野心的人，怎么能不事先預定好應急方案呢？」吕蒙于是为鲁肃籌劃了五套应急方案對策，鲁肃就站起来离开自己的坐席走近吕蒙拍他的背说：「子明啊，我不知道你的才幹、谋略竟然已经達到這種程度了。」鲁肃就拜见了吕蒙的母亲，与吕蒙结交为好友後分别。

### 後發制人
後來曹操派廬江人謝奇任蔪春典農，駐扎在皖城的田鄉，屢次侵擾邊境。呂蒙派人誘使投降，謝奇不從，呂蒙就尋其破綻發動襲擊，謝奇退縮，部下扶老攜幼，紛紛投降。
建安十八年（213年），曹操亲率10万大军进攻孫權，进至濡须口（今安徽无为东南），攻破孫權军江西营寨，俘虏都督公孙阳。吕蒙随孫權统领7万部众抗御曹操，期間吕蒙多次献奇计，均有效验，还劝孫權在夹水口建立船坞。此役中，吕蒙致力於防范敌兵，精到细密。后來曹操遥望孙权的军队，见其阵容威严，布防严密，於是不敢轻易冒进。适值长江春汛将至，孙权写信劝曹操尽速撤兵，曹操也审时度势，主动撤军而回。

### 能謀識斷
建安十九年（214年），曹操臨退軍時，任命朱光為廬江太守，屯軍皖城，大開稻田，又令人招誘鄱陽地方的賊帥，讓他們充當內應。呂蒙認為：“皖城的田地肥沃，如若敵人收割，附和他們的人必定會增加，這樣重複數年，就會看到曹操的勢頭壯大，亦當及早消除。”孫權採納呂蒙意見。於是孫權親征皖城，並在引見諸將求問計策。諸將皆勸孫權堆造土山，添製攻城械具，呂蒙則認為：“如果製造攻城器具及堆起土山，必然需要數日時間才能建成；這樣的話敵人的城池就會有時間充分修補，敵人的外援也會必然來到，等到那時候就不能圖取了。而且我們是趁着雨水漲水而來到這裡，如果我們在這裡多留，水漲必然下降，到時候我們歸途就險難起來，我認為這樣會很危險。今日觀察此城，無法防守，我們以三軍氣勢的銳氣，四面一起齊攻，不用多時就可以拔城；到時候我會也可能趁着漲水回歸，這樣就是全勝之道。”孫權決定採用，呂蒙舉薦甘寧為升城督，在前線督軍進攻，呂蒙則以精銳軍隊為後繼。吳軍在黎明時分進攻，呂蒙手執鼓槌擂鼓，士兵都乘着鼓聲雀躍奮進，於早飯的時段便攻破敵城。從合肥出發的張遼援軍兵至夾石，知道皖城陷落，唯有退軍返還。孫權嘉獎呂蒙的功勳，並認為此戰中呂蒙的功勞最大，甘寧為其次，於是拜呂蒙為廬江太守，將此戰所得的人馬盡分與呂蒙，又另賜尋陽屯田軍六百人，官屬三十人。
呂蒙獲賞賜後，返回尋陽。此時廬陵一帶有賊兵作亂，留守諸將數次進擊都不能擒賊。孫權便說：「凶猛的鷙鳥縱使有百隻，也不如一隻大鵰。」（同語亦見於孔融〈薦禰衡表〉：『鷙鳥累百，不如一鶚，使衡立朝，必有可觀。』）於是命令呂蒙討伐賊兵。呂蒙兵至廬陵，擒殺首惡，餘下的全部釋放，讓他們當平民。

### 智屈奇謀
建安二十年（215年），劉備任命關羽鎮守荊州全土，孫權便派遣呂蒙都督鮮于丹、徐忠、孫規等二萬兵西取長沙、零陵、桂陽三郡。呂蒙向三郡致書勸降，長沙、桂陽二郡望風歸服，惟獨零陵太守郝普守城不肯降。呂蒙安頓好長沙的防務後前往零陵，經過酃縣時遇到南陽人鄧玄之。鄧玄之是郝普的舊識，呂蒙便打算透過鄧玄之勸誘郝普。
此時，劉備得知孫權有意奪取南郡以南的荊州地盤，便親自來到公安，命關羽帶領三萬兵至益陽爭奪三郡。孫權當時正在陸口，節度眾軍，他一方面使魯肅帶領萬人屯於巴丘，以拒關羽；另一方面發書傳召呂蒙，令呂蒙捨棄收取零陵，迅速回軍協助魯肅對付關羽。
呂蒙收到孫權要他勒兵回益陽的指示時，刻意將信件藏起，隱瞞此事，並於當夜召集諸將，教授他們方法。翌晨，呂蒙一方面指示軍隊直接攻城，另一方面著鄧玄之進城游說郝普，並向他傳送虛假軍情，指劉備受困、關羽戰敗，外無援軍，零陵孤城難守。鄧玄之將呂蒙的說話具體告訴郝普，郝普果然被呂蒙所誤導，答應投降。鄧玄之先出城向呂蒙報訊，呂蒙預先敕令四個將軍，各選百人，待郝普出城，便進城守住城門。不久，郝普出城，呂蒙親自迎接他，並握著他的手，和他一起下船。寒暄幾句後，呂蒙拿出孫權的書信給郝普看，更拊手大笑起來；郝普細閱書信內容，方知劉備已在公安，而關羽則近在益陽，對自己受呂蒙用心計所騙不戰而投降感到羞慚怨恨，無地自容。
呂蒙盡得三郡後，便留孫河守城（一說是留守者孫皎，但《吳主傳》中孫皎卻跟隨呂蒙兵援魯肅，故留守者應為孫河，但孫河早已在204年與孫翊遭殺害）。自己即引軍開赴益陽，與孫皎、潘璋及魯肅兵並進，對付關羽。劉備因為曹操征服漢中了，感受到對自己的領地巴蜀有危機，劉備遣使向孫權重新劃分荊州，孫權遣歸郝普等人，以湘水為界割還零陵，另一方面賜尋陽、陽新為呂蒙之食邑。

### 遒敏勇略
建安二十年（215年），益陽戰後，孫權軍隊還師，出征合肥。但是孫軍進攻不利，撤兵時更為曹軍將領張遼等所追襲。吳軍勢急，呂蒙與凌統以死護住孫權，力保不失。
建安二十二年（217年），曹操治兵完畢，再次興師伐吳，進軍至居巢（今安徽巢縣東北）。濡須口築城中的孫權開始被曹操逼攻後退，後來孫權便以呂蒙為都督，據守早前建成的城塢，並設置萬張強弓硬弩，以拒曹操。結果曹軍所有先鋒尚未安然立屯，便被呂蒙攻破，曹操迫不得已只好撤軍。呂蒙累計大功，封為左護軍、虎威將軍。

### 賢俊匿智
建安二十二年（217年），魯肅病故，呂蒙繼其任，西屯陸口，接收魯肅軍萬餘人馬，又拜為漢昌太守。先前諸葛瑾代孫權向劉備討還荊州遭到拒絕，於是派魯肅在益陽抵擋關羽，並在單刀會談中怒斥劉備不守信以及關羽沒有信義，結果劉備因為曹操來襲才被逼歸還其中兩郡。後來孫曹交戰，關羽乘機與長沙郡的吳碭、袁龍起兵造反，最終被魯肅平定。呂蒙與關羽分土接境，心知關羽驍雄難敵，又常有兼併之心，而且位居長江上流，恐怕目前互相拒守的形勢難以久持。呂蒙則向孫權密陳計策，對孫權提出鞏固國防戰略奪還荊州的建議，如果不趁敵強大的時候圖取，日後就再也沒有機會了。孫權聽過分析，覺得呂蒙之策有道理，然而又向呂蒙表示有取徐州之意，呂蒙分析徐州雖然易攻取但卻不易守禦，應該先取荊州，完全佔領長江南岸，才能爭取與曹操對峙的最大優勢。孫權聽罷，亦覺呂蒙的說話恰當。呂蒙正式代替魯肅時，一到陸口，便對關羽加倍殷勤，廣施恩義，和關羽結下友好關係，為將來的軍事行動作出準備。

### 白衣渡江
建安二十四年（219年），關羽攻討樊城的曹仁，留兵將守備公安、南郡。呂蒙向孫權獻策，對外宣稱自己病危，在孫權的允許下還都休養，再以「意思深長，才堪負重」、「未有遠名」的偏將軍右部督陸遜代替呂蒙的位置，讓關羽的後防鬆懈。呂蒙回建業後，關羽果然相信呂蒙病重，撤去後方的守兵，專心攻打樊城。當時，魏國任命左將軍引軍救援曹仁，于禁軍隊卻投降關羽，立刻將俘虜的萬數人送回南郡，關羽仍然假借缺糧為名，擅自拿取湘關的米糧為軍用。孫權聞此消息，便令呂蒙為大督，征虜將軍孫皎為後繼，進軍南郡。
呂蒙軍隊前赴尋陽，將精兵埋伏於小船中，令將士喬裝成商人，日夜趕路來到江邊停泊，烽火台守兵認為是商隊而沒有防備。夜暗時分，呂蒙發動奇襲，爬上大量的烽火台將關羽所設置的守兵完全生擒制伏，因此身在樊城戰線的關羽對呂蒙的行動毫不知情。呂蒙成功襲取烽火台後，繼而進發南郡，遣虞翻說降公安的傅士仁後，再利用士仁說服江陵的麋芳，最後出城歸降。

### 心戰攻心
呂蒙入據城中，安頓關羽及其軍隊將士的家屬，撫慰各軍家屬，又嚴令約束孫軍士卒不得干犯城中百姓，更不能豪取強奪。其時呂蒙麾下一位軍吏，是汝南人（與呂蒙同鄉），因天雨牽連而擅取鄉民的一個斗笠來保護官家鎧甲。當時官鎧是屬於配給物資，士卒有責任保護獲分配的物件不被損壞，呂蒙明白此人是為了維護鎧甲，但卻因此竊盜冒犯新訂立的軍令，亦自覺不能因為同鄉的緣故便徇私枉法，於是垂淚下令處決此人。自此軍中綱紀嚴謹，士卒都能做到路不拾遺。
呂蒙每天令人存恤老人，問他們有何不足，患病者贈給醫藥，飢寒者賜予衣糧。關羽家中府藏的財寶，呂蒙皆令先行保存，待孫權到再講。關羽引軍欲回後方期間，在道路上數次派人與呂蒙相通消息，呂蒙每次都厚待使者，讓他周游於城中，向前線士卒的家屬致問或投送家書。使者回到關羽軍隊後，士卒紛紛向使者詢問家中狀況，當他們得知家門無恙，所受的招待良好的時候，變得全無鬥心。孫權在南郡，關羽見南郡已失，於是退走麥城。孫權派人勸降關羽，關羽假裝投降，設旗立於城上，然後靜靜轉進至漳鄉。孫權知道便命朱然、潘璋再追擊，結果關羽軍隊一路上出現解散脫逃情況，有的投降孫權軍，最後軍隊盡散。最終被馬忠擒獲關羽父子，孫權打算再次招降關羽，其左右文臣對孫權說狼子不可養，曹操當年收留關羽今天換來遷都的惡果，孫權聽後唯有下令把關羽父子斬首。

### 臣死君憂
呂蒙成功奪得荊州後，孫權於公安大會上宣告呂蒙為南郡太守，封孱陵侯，賜錢一億，黃金五百斤。呂蒙以身體虛弱多病請辭，孫權不許，更笑曰：「擒捉關羽成功，全賴子明設謀，如今大功已經成就，未受賞賜，何必多慮？」於是特別派遣軍隊鼓吹慶賀，為呂蒙挑選虎威將軍轄下的官屬，與及作為南郡、廬江二郡太守的威儀器物。拜封完畢呂蒙返回軍營，兵馬前後相從，軍樂沿路鼓吹，光耀萬分。东吴史学家韦昭作鼓吹曲《关背德》，大赞孙权英明任用吕蒙，一举夺取荆州铲除关羽、蛮族来朝的盛景。
可惜的是，還未正式封爵位，呂蒙卻突然病發，孫權當時仍在公安，特地將呂蒙置於內殿，千方百計為他醫治，又以千金懸賞，招募能治癒呂蒙疾病的人。孫權為此情緒低落，想隨時留意呂蒙的病況，但又恐怕阻礙他歇息，於是在別室的牆壁上鑿了個小洞，以便觀察呂蒙。每當看見呂蒙稍能進食，孫權便為之大喜，言笑歡暢；當呂蒙病況轉重，孫權便會心煩失眠。某次，呂蒙之病曾有相當程度的改善，孫權更為此下達赦令，聚集群臣一起慶賀。
然而不久後呂蒙病況急轉直下，孫權親自探望，命道士為呂蒙求命祈福。呂蒙臨終前向孫權交代後事，將重任交予朱然、陸遜，便於內殿病卒，得年四十二歲。孫權極其哀痛，因而憔悴。呂蒙未死之時，其畢生所得的金寶享賜盡付於府藏，令家人在他命絕之日皆上還，喪事務要簡約。孫權聞知此事，悲痛更甚。
呂蒙兒子呂霸承襲其爵位，又得守墓者三百家，復田五十頃。呂霸死後，其兄呂琮承襲侯位。呂琮死後，其弟呂睦嗣任。《三國志》記載孫權與呂蒙親厚的君臣關係，如《朱然傳》中有「權意之所鍾，呂蒙、凌統最重」之語；《朱據傳》又有「權咨嗟將卒，發憤歎息，追思呂蒙、張溫，以為朱據才兼文武，可以繼之」之語。

## 家庭

### 兄弟姊妹
- 呂氏，呂蒙的姊姊，鄧當的妻子。
- 鄧當，呂蒙的姊夫，孫策的部將。

### 子
- 呂琮，吕霸之兄，在呂霸死亡後繼承了孱陵侯的爵位。
- 呂霸，呂蒙之子，在呂蒙死亡後繼承了孱陵侯的爵位。
- 呂睦，呂琮之弟，在呂琮死亡後繼承了孱陵侯的爵位。

### 后人
- 吕僧珍，南朝梁开国将领。
- 吕珂，唐朝末年杨行密部黑云都指挥使。
- 吕师周，唐朝末年杨行密部将，后投马殷，官至宰相。
- 吕师造，唐朝末年杨行密部将。

## 評價

### 時人評價
- 呂蒙的軍事才能備受三國時人的認同。陳壽在《三國志·周瑜魯肅呂蒙傳》末评曰：「呂蒙勇而有謀斷，識軍計，譎郝普，擒關羽，最其妙者。初雖輕果妄殺，終於克己，有國士之量，豈徒武將而已乎！」[35]
- 魯肅曾讚揚呂蒙勤學有進境：「呂子明，吾不知卿才略所及乃至於此也。」[36]裴注引《江表傳》亦載魯肅語：「吾謂大弟（呂蒙）但有武略耳，至於今者，學識英博，非復吳下阿蒙。」[37]
- 孫權鼓勵呂蒙讀書，事後亦欣賞其成果，他曾說：「人長而進益，如呂蒙、蔣欽，蓋不可及也。富貴榮顯，更能折節好學，耽悅書傳，輕財尚義，所行可跡，並作國士，不亦休乎！」[38]
- 當廬陵賊寇肆虐，諸將討伐不果時，孫權認為呂蒙有足夠的才能處理此事，因此他說：「鷙鳥累百，不如一鶚。」[39]以表示他對呂蒙能力有充份信心。
- 孫權某次跟陸遜談論到周瑜、魯肅及呂蒙時，形容呂蒙：「子明（呂蒙）少時，孤謂不辭劇易，果敢有膽而已；及身長大，學問開益，籌略奇至，可以次於公瑾（周瑜），但言議英發不及之耳。圖取關羽，勝於子敬（魯肅）。」[40]

### 後世評價
- 後世文獻中，亦十分欣賞呂蒙能靠自身努力而在軍事上有所表現，與及他跟孫權所秉持的那份君臣情誼。《晉書》載陸機語：「周瑜、陸公、魯肅、呂蒙之儔，入為腹心，出為股肱。」[41]
- 《晉書》載鄧騫向甘卓語：「武昌既定，據其軍實，鎮撫二州，施惠士卒，使還者如歸，此呂蒙所以克敵也。」[42]
- 《晉書》載張駿遣參軍麴護上疏時提到：「且韓信之舉，非舊名也；穰苴之信，非舊將也；呂蒙之進，非舊勳也；魏延之用，非舊德也。蓋明王之舉，舉無常人，才之所能，則授以大事。」[43]
- 《晉書》載慕容廆致書陶侃時提到：「不知今之江表為賢俊匿智，藏其勇略邪？將呂蒙、淩統高蹤曠世哉？」[44]
- 王嘉：「吕蒙读书，开西馆以延杰髦，共相扢扬，识见日进。」（《拾遗记·卷七》）
- 《舊唐書》載魏元忠語：「若陳湯、呂蒙、馬隆、孟觀，並出自貧賤，勳濟甚高，未聞其家代為將帥。」[45]
- 孙元晏：「幼小家贫实可哀，愿征行去志难回。不探虎穴求身达，争得人间富贵来。」（吴十七首）
- 《宋史·列傳第九十三》論曰：「昔孫權勸呂蒙學，文武豈二致哉！」[46]
- 洪迈：「孙吴奄有江左，亢衡中州，固本于策、权之雄略，然一时英杰，如周瑜、鲁肃、吕蒙、陆逊四人者，真所谓社稷心膂，与国为存亡之臣也。自古将帅，未尝不矜能自贤，疾胜己者，此诸贤则不然。孙权初掌事，肃欲北还，瑜止之，而荐之于权曰：‘肃才宜佐时，当广求其比，以成功业。’后瑜临终与权笺曰：‘鲁肃忠烈，临事不苟，若以代瑜，死不朽矣！’肃遂代瑜典兵。吕蒙为寻阳令，肃见之曰：‘卿今者才略非复吴下阿蒙。’遂拜蒙母，结友而别。蒙遂亦代肃。蒙在陆口，称疾还，权问：‘谁可代者？’蒙曰：‘陆逊意思深长，才堪负重，观其规虑，终可大任，无复是过也。’逊遂代蒙。四人相继，居西边三四十年，为威名将，曹操、刘备、关羽皆为所挫，虽更相汲引，而孙权委心听之，吴之所以为吴，非偶然也。」（《容斋随笔》）
- 程公许：「蜀将如关、张、庞统，吴将如周瑜、鲁肃，志长命短，天下重惜之。而马超、黄忠、赵云、费祎、吕蒙、程普、步骘、甘宁辈皆智勇绝伦，足以当一面。」（《沧洲尘缶编·卷十四》）
- 《宋史·陳亮傳》：「又二百餘年，遂為三國交據之地，諸葛亮由此起輔先主，荊楚之士從之如雲，而漢氏賴以復存於蜀；周瑜、魯肅、呂蒙、陸遜、陸抗、鄧艾、羊祜皆以其地顯名。」[47]“彼亦知吕蒙之徒止足以保据一方，而天下之奇才必也公瑾乎。”
- 南宋陳元靚《事林廣記·後集·卷四》有贊語頌呂蒙：「烈烈子明，乘時奮武。志在取鱗，心期探虎。智屈曹人，力擒關羽。遂使孫吳，鼎分中土。」
- 慕容廆：不知今之江表为贤俊匿智，藏其勇略邪？将吕蒙、凌统高踪旷世哉？
- 郝经：「云长万人之敌而吕蒙袭取，昭烈一世之雄而陆逊摧破，汉之义师不复东征。祗保梁益，吳遂蹈跨荆扬，操不可圖，丕乃禅代，曹氏遂有中国，而天下三分殆。非人谋亦天意也。蒙好谋能断军旅之间，折节问学，终于文武备，足有国士之风。逊一旦为大帅，能昭果毅使诸将听服，独当一面遂成隽功。非有过人之材能若是乎？」「子明识断，骎骎遒敏。學问略竒，足继公瑾。伯言静鸷，却敌安疆，虎卧国门，威深大江。」（《续后汉书》）
- 胡三省：「吕蒙所以禽关羽者，摧之而已。」（《三国志集解》）
- 高启：「何处吹愁角一声，大江东岸吕蒙营。天随流水茫茫去，月共长庚耿耿明。敌意有图秋暂息，客魂无定夜还惊。欲陪酾酒楼船座，借问风潮早晚平。」
- 罗贯中：「养子当如孙仲谋，吕蒙谈笑便封侯。 白衣摇撸真奇计，一举荆襄取次休。」「一笠覆官铠，犹然遭重刑。荆州万民心，从此俱安宁。」「势去人离奈若何？休言百万甲兵多。吕蒙预定招降计，绝胜张良散楚歌。」（《三国演義》）
- 黄景仁:“阿蒙吴下还依旧，他日登堂欲拜难。”(《闻稚存丁母优》)
- 李贽：「吕蒙、陆逊妖魔耳！纵然奸计得行，亦一时胜负，何足夸战？汝不见蒙与逊与当年草木同朽腐矣！」（《三国演義》）
- 李安溪：「人之识见意计不同如此，若专为割据窃号谋者，则蒙为忠矣。」（《三国志集解》）
- 曾国藩：「吕蒙诛取铠之人，魏绛戮乱行之仆。古人处此，岂以为名，非是无以警众耳。」（《曾胡治兵语录》）
- 蔡东藩：「关公之败，失之过刚，吕蒙虽胜，不能无罪；亲汉贼而仇汉裔，蒙亦何心？此后人之所以深嫉吕，而不能忘怀于鲁子敬也。」（《后汉演义》）
- 1958年9月，毛泽东到安徽视察工作，同张治中和罗瑞卿说：“吕蒙从小参军，虽然骁勇有胆略，但没有文化，当了带兵官后禀报军情时只能心记口述，很感不便。孫權劝他读书，他说军务倥偬没时间。孙权便以自己为例，说明只要有决心，时间不是主要的问题。吕蒙听从了孙权的劝告，刻苦自学，数年之后，判若两人。后来，吕蒙当了东吴的统帅，打了许多胜仗，还使关羽败走麦城。我们现在的高级军官中，百分之八九十都是行伍出身，以后才受到教育的，他们不可不看《吕蒙传》。关羽攻曹军手上的樊城，吕蒙用计骗关羽把全军开到前方，然后轻骑疾趋南郡（江陵），南郡太守麋芳投降。关羽将士家眷留在南郡，吕蒙进城办法很好，对他们不但不加损害，还特加照顾，对年老的慰问，对患有疾病的给医药，对饥寒的给衣服粮食，对关羽的财产丝毫不动。对关羽派来的人很优待，使他和将士家属相会，结果起了很大的作用。关羽的将士知道了，军心涣散，士无斗志，使得关羽不得不败走麦城。”毛泽东要求罗瑞卿和公安战线上的干部读《吕蒙传》说：“公安干警应成为有文有武的人，才能适应社会主义建设新时期的要求。”
- 20世纪50年代末60年代初，毛泽东在关于读苏联《政治经济学》教科书的一次谈话中说：“三国时吴国的张昭，是一个经学家，在吴国是一个读书多、有学问的人，可是在曹操打到面前的时候，就动摇，就主和，周瑜读书比他少，吕蒙是老粗，这些人就主战。鲁肃是个读书人，当时也主战。可见，光是从读书不读书、有没有文化来判断问题，是不行的。”他又曾讚揚：「吕蒙如不折节读书，善用兵，能攻心，怎能充当东吴统帅？我们解放军许多将士都是行伍出身的，不可不读《吕蒙传》。」[48]

## 逸聞

### 中年勤學
呂蒙一開始知識程度低，少時不讀書，不通文墨，每要上陳大事，都要靠別人代寫或用口述去交代。一天，孫權對呂蒙說：「你現在當權管事了，不能不學習！」呂蒙用軍務繁忙來推辭。孫權說：「我難道是要你研究儒家經學，學著當博士官嗎？只是粗略閱讀，瞭解歷史罷了。你說你事務繁忙，能比得上我事情多嗎？我常讀書，自以為大有益處。」呂蒙於是開始讀書學習，天份極好，豁然開通，讀的書越來越多，甚至超越資深的儒者，自此今非昔比。
210年，魯肅代周瑜之職，前往陸口鎮守。魯肅是一名儒將，認為呂蒙是武夫出身，而輕視他。在他前往陸口期間，經過呂蒙屯軍處，有人向魯肅說：「呂將軍功名日顯，不能以昔日眼光看待，先生應與他洽談一下。」魯肅聽從其建議，決定造訪呂蒙。呂蒙置酒接待，酒酣之時，呂蒙問魯肅：「先生受主公重任，現要與關羽鄰接，你將有甚麼計略，以備不測？」魯肅隨意應說：「隨機應變。」呂蒙便說：「如今東西雖共為一家，但關羽終歸乃熊虎之士，計略又豈能不事先預定？」又說：「兄長如今代公瑾之任，既有相當難度，又與關羽此等人物為鄰。關羽此人長而好學，讀左傳略時，皆琅琅上口，朗讀時聲線梗亮而有雄氣；可是其性格頗為自負，喜歡凌駕於人上。如今與其為對手，實該有方略去應付他。」然後，呂蒙便向魯肅籌畫五條祕策（或說呂蒙只陳三策），魯肅大為驚佩，秘受呂蒙所贊畫的策略，更越席走到呂蒙身邊，以手拊其背說：「我昔日以為大弟只懂得武略，但以今日的情況而言，大弟學識英博，已非當日的吳下阿蒙了。」呂蒙便回答：「士別三日，即更刮目相待。」後世遂有成語「非復吳下阿蒙」和「士別三日，刮目相看」。二人一時知心，魯肅拜候過呂蒙母親後，兩人互結友誼。

### 善處人事
呂蒙年輕時曾經因為姐夫鄧當一名部屬的侮辱而拔刀將其殺害，而他與吳將甘寧之間也曾經發生衝突。甘寧為人「麤暴好殺，不如人意」，他的廚下兒（負責烹食的僕役）曾犯下過失，為了避罪而投靠呂蒙。呂蒙恐怕甘寧會殺掉他，所以不願立即將廚下兒交還。後來甘寧帶著禮物拜候呂蒙母親，呂蒙便交出廚下兒還給甘寧，甘寧亦向呂蒙許諾不會殺掉他。但甘寧回船後不久，就將廚下兒縛在桑樹上，親自挽弓將他射殺。事後，甘寧命人縛穩船纜，便在船中解衣躺臥。呂蒙知道此事，大怒不已，便擊鼓集兵，想上船攻擊甘寧。甘寧聽說，竟仍臥著不起來。當時呂蒙母親尚未穿好鞋子，便匆匆趕出來勸諫呂蒙：「至尊（指孫權）待你如骨肉，將大事托付於你，怎可因為私怨就想攻殺甘寧？甘寧死了的話，就算至尊不追究此事，你身為臣下卻已違犯臣下之道了。」呂蒙素來至孝，聽到母親此言，便放下殺心，親自上甘寧的船，笑道：「興霸，家母正要招待你一起用膳，快些上來吧！」甘寧十分慚愧，泣說：「是我有負於你啊。」於是與呂蒙一起歡宴全日。然而甘寧除了曾與呂蒙有過衝突外，又時常有違孫權將令。孫權曾經因而大怒，全賴呂蒙每次陳情道：「如今天下未定，如甘寧這般的鬥將實在難得，應宜加以容忍。」孫權於是厚待甘寧，終於得其所用。
呂蒙关心同僚，能急人難，會存恤孤苦。有一段時期，呂蒙與吳將成當、宋定、徐顧的屯所為鄰近，三將死後，他們的子弟年紀尚幼，孫權便以三將之兵盡數撥給呂蒙。呂蒙不肯接受，向孫權說徐顧等三人生前皆為國事辛勞，他們的子弟雖小，但不可就此廢了他們的掌兵權。呂蒙為表達這訊息，連連上書三次，孫權才聽取他的意見。呂蒙大喜，又為三將子弟擇聘老師，輔導他們。他經常為同僚操心，很多時候都會做到這種程度。虞翻曾因向孙权犯颜强谏而被徙至丹杨泾县，后来吕蒙为暗袭荆州称病回到建业时，特意向孙权要求让颇知医术的虞翻跟随自己，亦是为了让虞翻获释。吴将凌统常怨甘宁杀害其父凌操，二人关系相当恶劣，据韦昭《吴书》记载，某次吕蒙在家中设宴，酒酣之间，凌统忽然于筵前作剑舞，甘宁知道他不怀好意，于是也以双戟起舞。吕蒙见状情知不妙，便舞起刀盾，将二人分在两边，才避免了一场冲突。可见吕蒙此人善于处理同僚之间的矛盾。
呂蒙少時不讀書傳，每要向上級陳述軍務，往往不用筆墨起草，就隨便以口述方式取代書信。所以在領部曲事時，常被江夏太守蔡遺所輕蔑。但呂蒙始終沒有怨恨過蔡遺。及至豫章太守顧邵身故，孫權問呂蒙該用誰人替任，呂蒙便推薦蔡遺，指他是一名盡忠職守的良吏，可以接任。孫權笑道：「你想做祁奚（春秋時晉國大夫，在他告老還家時，晉侯問誰可繼任其職，祁奚不以私仇為忌，推舉其仇家解狐出任）嗎？」於是便從其言任用蔡遺。
樊城之戰時，魏國任命左將軍引軍救援曹仁，于禁軍隊卻敗於關羽之手，被俘人馬達數萬之多。關羽託名糧米不足，竟然擅自拿取湘關的米糧為軍用。孫權聞此消息，便令征虜將軍孫皎與呂蒙為左右部大督，先行進軍南郡。呂蒙認為不妥，向孫權說道：「若然至尊（指孫權）認為征虜（指孫皎）有能力，便應該專用他為大督；若認為我有能力，便應該專用我。當年周瑜、程普共為左右部督，一起攻打江陵，大事雖然決於周瑜，但程普自恃是舊將，而大家又同是部督身分，一直不願聽命於周瑜，幾乎誤了國家大事。此事實在是前車可鑒啊。」孫權方才大悟，向呂蒙道：「那麼便以你為大督，任命孫皎為後繼就可以了。」

### 後世地位
呂蒙與周瑜、魯肅、陸遜，被後世三國迷視為「東吳四大都督」。事實上，陸遜在史書上有擔任過大都督的職銜，而呂蒙與周瑜僅當過「大督」，雖然是軍隊指揮的領導職位，不過只屬於臨時部督性質，而不是恆常職級。
另外，三國以後歷朝中均視呂蒙為三國時代名將之一。宋代歐陽修、宋祁等撰寫的《新唐書·禮樂志》中提到，唐代禮儀使顏真卿曾經向皇室建議，追封古代名將六十四人，並為他們設廟享奠，當中包括「吳武威將軍南郡太守孱陵侯呂蒙」，同時代被列入廟享名單的只有張遼、鄧艾、關羽、張飛、周瑜、陸遜、陸抗而已；元代脫脫等撰寫的《宋史·禮志》提及宋代宣和五年時，皇室依照唐代慣例，為古代名將設廟，七十二位名將中亦包括呂蒙。

### 其他記載
《全唐詩·卷七百六十七》中載孫元晏有一首寫呂蒙的詩：「幼小家貧實可哀，願征行去志難回。不探虎穴求身達，爭得人間富貴來。」敘寫呂蒙少年時的凌雲大志。《太平廣記》中記載了一宗關於呂蒙的玄幻故事。孫權勸呂蒙多學習經典，於是呂蒙便潛心博覽群書，而以《易經》為主要學習對象。呂蒙經常因酒醉而坐在已逝世的孫策的舊座位上，有時更沉沉睡去。一次在他沉睡中，竟然將《易經》誦讀了一遍，然後驚醒。眾人問他驚醒的原因，他便說：「我剛才夢見伏羲、周文王、周公，與我談論世代治亂興衰之事，與及日月宇宙變化之理，無一不是精妙之極；他們不是只談空話，純粹誦讀文章而已。」於是大家都知道呂蒙曾經在睡夢中誦讀《易經》之事。據元代俞希魯纂修之《至順鎮江誌》提到丹陽縣有「呂城」，是呂蒙所築的。中國成語「吳下阿蒙」及「士別三日，刮目相看」均與呂蒙有關，典出於晉代虞溥所著《江表傳》。

## 後世創作

### 《三國演義》
小說三國演義中呂蒙初登場於第三十八回《戰長江孫氏報讎》，因孫權招賢而與陸遜、徐盛等人相繼投至其麾下，並於第七十七回《玉泉山關公顯聖》死亡。呂蒙在小說中的形象只是稍微與史實相近，但《演義》因為尊崇關羽的關係而將呂蒙的一部分軍事才能抹煞。呂蒙於第三十八回時擔任平北都尉，為孫權引見來投的甘寧，並隨孫權攻打江夏黃祖，於陣前親斬敵軍前鋒陳就。後來呂蒙亦參與赤壁之戰，與太史慈同屬前線第四隊部隊，又奉命引三千兵去烏林接應甘寧部隊，然後追擊曹操，逼得曹操要留下張遼斷後。在周瑜攻打曹仁，與及孫權戰濡須、合肥之時，都有呂蒙獻計的情節。不過，小說中未有提及呂蒙年青時奮進與及其由武轉文的學習經歷。
當呂蒙接任周瑜、魯肅之位後，開始與蜀國等人為敵。後來呂蒙打算攻取荊州，更向孫權誇下海口能夠奪下荊州，但他看到烽火台之後並沒有任何良策，只有裝病躲避孫權。陸遜知道呂蒙為什麼裝病，所以到呂蒙處提出白衣渡江的計劃，呂蒙同意他的計劃，便復出作戰，整個行動都是陸遜策劃，而呂蒙只是實行者而已；但卻因為成為了謀殺蜀漢大將關羽的元凶，而在小說作者「擁劉抑曹」的思想籠罩下被編造了一個「因關羽追魂索命，七孔流血而死」的下場。不過呂蒙征服荊州，以懷柔手段令關羽攻魏前線部隊士氣崩潰的策略，受到後世軍事家的認同，並視為典範。小說後期，魏軍都督司馬懿在對蜀戰爭時以懷柔手段軟化蜀軍的仇愾心，表示是師法於呂蒙襲荊州之故事。毌丘儉於淮南據壽春反魏，司馬師準備討伐他時，太尉王肅曾獻計先行安撫淮南將士留在中原的家屬，以釋其戰意，同樣提到呂蒙襲荊州一事。京劇劇目《走麥城》中有呂蒙一角，其臉譜勾藍花三塊瓦臉。

### 動漫遊戲作品
在日本和中国的三國主題動漫作品中，都有以呂蒙為創作原型的角色。
- 《BB戰士三國傳 英雄激突篇》中，呂蒙的機體設計為「迪謝」（輕裝：RMS-099 Ricky Dias／提督裝備：MSK-008 Dijeh），造型以綠色為主要色系，武器為「碧斬斧」，絕技為「碧衝烈破」。[71][72]
- 日本動漫《一騎當千》其中一名主要女性角色名為「呂蒙子明」（聲優為甲斐田裕子）是作品中南陽學院四天王之一，擅長使用關節技。
- 動漫作品《鋼鐵三國志》中有「呂蒙子明」一角，屬於「六駿」之一，武器為雙刀，作品設定中的煌星之光為綠色。
- 動作遊戲《真·三國無雙系列》和《無雙OROCHI系列》中，呂蒙（聲優為堀之紀）由該系列的第1代開始登場，是一名以戟為武器的將領。[73][74][75]電腦遊戲《三國志》系列中的呂蒙，歷代均以全副戎裝為主要造型。[76]
- 三國志
- 三國演義
- 《橫山光輝三國志》（橫山光輝）
- 《蒼天航路》（王欣太）中的呂蒙額頭上有三條疤痕。情緒激動時會流鼻血。後來發奮努力學習謀略，造就日後成為孫吳的司令官。
- 《火鳳燎原》（陳某）中的呂蒙言辭粗鄙，本不通文墨，卻懷有絕世奇才。後在孫策勸說下勤讀詩書，練就後來的文武雙全。於劉勳攻上繚時登場，於壽春偷襲戰[77]後對孫策立誓取關羽人頭，中期有一支特別部隊名為「白衣」[78]，使司馬懿[79]及日後的關羽吃盡苦頭。

- 三国杀

### 影視形象
- 香港亞洲電視電視劇《諸葛亮》（1985年）：由甘山飾演呂蒙。
- 中國太原电视台電視劇《關公》（1992年）：由樊志起飾演呂蒙。
- 中國大陸中國中央電視台電視劇集《三國演義》（1992年）：由初國良、郭沫浪、张京海飾演呂蒙。
- 台灣民視/台灣華視電視劇《關公》（1996年）：由高冲霄飾演呂蒙。
- 中国中央电视台电视剧《武圣关公》（2004年）：由王国强飾演呂蒙。
- 八大電視劇《終極三國》（2009年）：由邵崇柏（強辯樂團,鼓手,小猴）飾演呂蒙。
- 中國大陸電視劇《三国》（2010年）：由常鋮飾演呂蒙。